# Dolné Semerovce
Dolné Semerovce (hongrois : Alsószemeréd) est un village de Slovaquie situé dans la région de Nitra.

## Histoire
Première mention écrite du village en 1268.
La localité fut annexée par la Hongrie après le premier arbitrage de Vienne le 2 novembre 1938. En 1938, on comptait 632 habitants dont 3 d'origine juive. Elle faisait partie du district de Šahy (hongrois : Ipolysági járás). Le nom de la localité avant la Seconde Guerre mondiale était Dolnie Semerovce/Alsó-Szemeréd. Durant la période 1938 - 1945, le nom hongrois Alsószemeréd était d'usage. À la libération, la commune a été réintégrée dans la Tchécoslovaquie reconstituée.

## Démographie

### Évolution de la population
| Année:               | 1994. | 2004.   | 2014.    | 2024.   |
| -------------------- | ----- | ------- | -------- | ------- |
| Nombre de personnes: | 462   | 502     | 555      | 535     |
| Différence:          |       | +8,65 % | +10,55 % | -3,60 % |

| Année:               | 2023. | 2024. |
| -------------------- | ----- | ----- |
| Nombre de personnes: | 535   | 535   |
| Différence:          |       | +0 %  |